# Eduardo Nascimento da Costa
Eduardo Nascimento da Costa, más conocido como Eduardo Costa (Florianópolis, Brasil, 23 de septiembre de 1982) es un exfutbolista brasileño. Jugaba de volante. Su último club fue el Avaí FC.

## Trayectoria
Inició su carrera profesional en el Grêmio brasileño. Con sólo 19 años, y habiendo conquistado ya la Copa del Mundo y el Campeonato Sudamericano en categoría sub-17, además de una Copa de Brasil con el club de Porto Alegre, dio el salto a Europa, fichando por el Girondins de la primera división de Francia. En el club de Burdeos logró hacerse un sitio en el equipo titular, y en su primera campaña conquistó la Copa de la Liga. 
Tras haber jugado 88 encuentros en tres temporadas con el Girondins, el verano de 2004 pasa a las filas del Olympique de Marsella. En el club marsellés permaneció una campaña, en la que se jugó 30 partidos, anotando un gol. El verano de 2005 el RCD Espanyol llegó a un acuerdo para su traspaso, a cambio de 4 millones de euros.  En su primera campaña en Barcelona también logró hacerse un hueco en el once titular, disputando un total de 43 partidos, entre ellos, la final de la Copa del Rey, en la que su equipo se impuso por 4-1 al Real Zaragoza.
La siguiente temporada resultó también histórica para su club, que fue subcampeón de la Copa de la UEFA. En el plano personal, sin embargo, la aportación de Costa al equipo fue mucho menor, siendo alineado solo en 22 partidos. El jugador, además, protagonizó varios episodio polémicos, especialmente cuando festejó un gol ante el Real Mallorca con un corte de mangas dedicado a la grada. Posteriormente, propio jugador quiso aclarar que se trataba de un malentendido: Quise dedicar el gol a mi madre, a mi padre y a mi hermano, llevo sus nombres tatuados. Los compañeros ya me han hecho bromas en el vestuario diciendo que podía malinterpretarse. No fue para nada un gesto contra la afición.
La temporada 2007/08 el futbolista brasileño fue uno de los descartes del técnico blanquiazul, Ernesto Valverde, y finalmente fue cedido toda campaña al Grêmio de Porto Alegre. Aunque el club gaucho tenía una opción para incorporar definitivamente al jugador, finalmente descartó su contratación, por lo que, finalizada su cesión, regresó a Barcelona donde, pesar de tener todavía dos años de contrato con el RCD Espanyol, llegó a un acuerdo con el club para rescindirlo.

## Selección nacional
Ha sido internacional en siete ocasiones con la Selección de fútbol de Brasil. Su debut se produjo el 15 de julio de 2001 ante Perú, en un encuentro de la Copa América 2001. Con la canarinha también participó en la Copa Confederaciones 2003.
Antes de debutar con el combinado absoluto, en 1999, fue campeón del Mundial sub-17, así como del Campeonato Sudamericano de la categoría.

### Participaciones en torneos internacionales
| Eurocopa                  | Sede     | Resultado        |
| ------------------------- | -------- | ---------------- |
| Copa América 2001         | Colombia | Cuartos de final |
| Copa Confederaciones 2003 | Francia  | Primera fase     |

## Clubes
| Club                  | País    | Año       |
| --------------------- | ------- | --------- |
| Grêmio FC             | Brasil  | 1998-2001 |
| Girondins de Burdeos  | Francia | 2001-2004 |
| Olympique de Marsella | Francia | 2004-2005 |
| RCD Espanyol          | España  | 2005-2007 |
| Grêmio FC             | Brasil  | 2007-2008 |
| RCD Espanyol          | España  | 2008      |
| São Paulo FC          | Brasil  | 2008-2009 |
| AS Mónaco             | Francia | 2009-2011 |
| CR Vasco da Gama      | Brasil  | 2011-2012 |
| Avaí FC               | Brasil  | 2013-2015 |

## Palmarés

### Campeonatos regionales
| Título            | Club      | País               | Año  |
| ----------------- | --------- | ------------------ | ---- |
| Campeonato Gaúcho | Grêmio FC | Río Grande del Sur | 2001 |

### Campeonatos nacionales
| Título            | Club                 | País    | Año  |
| ----------------- | -------------------- | ------- | ---- |
| Copa de Brasil    | Grêmio FC            | Brasil  | 2001 |
| Coupe de la Ligue | Girondins de Burdeos | Francia | 2002 |
| Copa del Rey      | RCD Espanyol         | España  | 2006 |
| Copa de Brasil    | CR Vasco da Gama     | Brasil  | 2011 |

### Copas internacionales
| Título              | Club             | Sede          | Año  |
| ------------------- | ---------------- | ------------- | ---- |
| Sudamericano sub-17 | Selección sub-17 | Uruguay       | 1999 |
| Mundial sub-17      | Selección sub-17 | Nueva Zelanda | 1999 |